# Димитриадис, Василис
Васи́лис Димитриа́дис (греч. Βασίλης Δημητριάδης; род. 1 февраля 1966, Салоники) — греческий футболист, игравший на позиции нападающего. Димитриадис защищал цвета национальной сборной Греции, в составе которой принял участие в чемпионате мира 1994 года. Выступал за команды «Арис» и АЕК. В сезонах 1991/1992 и 1992/1993 становился лучшим бомбардиром чемпионата Греции.

## Клубная карьера

### «Арис»
Димитриадис начал свою профессиональную карьеру в 1986 году в «Арисе». 28 августа 1988 года он сделал свой первый хет-трик в домашней игре против «Анагенниси» (Арта) в Кубке Греции, завершившейся победой со счётом 4:0. 8 июля 1991 года футболист перешёл из «Ариса» в афинский АЕК, подписав двухлетний контракт, который обошёлся более чем в 100 миллионов драхм. Команда из Салоник получила около 95 миллионов и доход от двух товарищеских матчей между двумя командами, в одном из которых Димитриадис забил. ПАОК также интересовался нападающим, предлагая 105 миллионов драхм плюс вратаря Янниса Гициудиса, но плохие отношения между двумя клубами из Салоник и быстрые действия тогдашнего президента АЕК Костаса Генеракиса не позволили этому переходу произойти.

### АЕК Афины
6 ноября 1991 года Димитриадис забил решающий гол в домашнем матче против московского «Спартака», который принёс АЕКу победу со счётом 2:1 и выход в третий раунд Кубка УЕФА. 12 апреля 1992 года он сделал хет-трик в матче против «Панахаики» в домашнем матче лиги, завершившемся со счётом 5:1. Спустя два игровых дня нападающий оформил ещё один хет-трик, на этот раз в домашнем матче против «Паниониоса», завершившемся со счётом 6:0. В своём первом сезоне в составе «жёлто-черных» Димитриадис помог своей команде выиграть чемпионат, забив 28 голов и закончив сезон в качестве лучшего бомбардира.
13 сентября 1992 года Димитриадис забил 4 гола в матче против «Атинаикоса», завершившемся со счётом 5:1. 21 октября 1992 года он забил победный гол красивым ударом головой в домашнем матче против ПСВ во втором раунде Лиги чемпионов УЕФА. 29 ноября 1992 года нападающий забил все три гола своей команды в матче против ПАОК, закончившемся домашней победой со счётом 3:1. Он сделал ещё один хет-трик 25 апреля 1993 года против афинского «Аполлона» (3:0). Димитриадису удалось повторить успех своего первого сезона, выиграв ещё один чемпионский титул и став лучшим бомбардиром, на этот раз с 33 голами, кроме того, выиграв серебряную бутсу, уступив золотую Алли Маккойсту из «Рейнджерс», забившему всего на гол больше.
Летом 1993 года контракт Димитриадиса истёк, когда его карьера была на пике, но предложения так и не поступили и футболист в течение 5 минут договорился с президентом клуба о продлении контракта. Однако с этого момента его карьера в АЕКе пошла на спад. В следующем сезоне нападающий забил всего 11 голов, тем не менее, выиграл третий подряд чемпионский титул. 20 апреля 1994 года он вышел на замену в финале Кубка против «Панатинаикоса» на 60-й минуте и забил 17 минут спустя, в матче, который закончился со счётом 3:3 после дополнительного времени и перешёл к серии пенальти, однако из-за того, что Димитриадис не реализовал свой пенальти, АЕК потерял титул, а вместе с ним и шанс выиграть золотой дубль.
Летом 1994 года приход Димитриса Саравакоса, Темури Кецбая и Христоса Костиса в состав команды осложнил конкуренцию Димитриадису, которому удалось забить 8 голов в лиге. В следующем сезоне все его появления на поле состоялись только после выхода на замену, обычно в последние минуты матча, что привело ко всего одному забитому мячу в лиге. Василис добавил ещё два трофея в свою коллекцию, выиграв Кубок и Суперкубок Греции. Димитриадис отыграл в общей сложности 5,5 лет за АЕК, выиграв 3 чемпионата подряд, 1 Кубок и 1 Суперкубок. Летом 1996 года AEK приобрёл Демиса Николаидиса из «Аполлона», по слухам Димитриадис был одним из вариантов обмена для трансфера. Смущённый, он попросил покинуть клуб, но тогдашний владелец и президент AEK, Троханас заявил, что всё это было недоразумением.

### Поздняя карьера
Димитриадис решил не оставаться в АЕКе и в январе 1997 года вернулся в «Арис». 27 марта 1997 года он вышел на поле в матче против АЕКа и сумел отличиться на 28-й минуте, на что болельщики АЕК отреагировали скандированием его имени, выразив свою признательность своему бывшему игроку. Несмотря на то, что Василис забил 8 голов, его команда вылетела из лиги, и он в конечном итоге покинул клуб.
Летом 1997 года Димитриадис переехал на Кипр и присоединился к АЕЛу из Лимасола на сезон. После этого он вернулся в Грецию в следующем сезоне, чтобы играть за команду второго дивизиона, «Ликой». Василис забил «Ахаики» в первом раунде Кубка, в величайшем сезоне клуба, где они сумели выйти в четвертьфинал. В конце сезона 1999 года Димитриадис завершил карьеру футболиста.

## Карьера в сборной
17 февраля 1988 года Димитриадис дебютировал за национальную сборную Греции в товарищеском матче против Северной Ирландии, в котором Греция одержала победу со счётом 3:2. В составе сборной участвовал в чемпионате мира 1994 года и выходил на поле в двух матчах: против Болгарии (0:4) и Нигерии (0:2). Это были его последние матчи за сборную. В общей сложности за сборную Димитриадис провёл 28 матчей и забил 2 гола.

## После футбола
В 1998 году Димитриадис стал генеральным директором и главой футбольного департамента АЕК на один сезон, а затем вернулся на эту же должность с сентября 2009 года до лета 2012 года и ещё раз с лета 2013 года по март 2022 года,

## Достижения
АЕК Афины
- Чемпионат Греции (3): 1991/1992, 1992/1993, 1993/1994
- Кубок Греции: 1995/1996
- Суперкубок Греции: 1996

Индивидуальные
- Лучший бомбардир чемпионата Греции: 1991/1992, 1992/1993
- Лучший бомбардир Кубка Греции: 1992/1993
- Серебряная бутса: 1992/1993[11]